# Dukinfield Henry Scott
Dukinfield Henry Scott (Londres, 28 de novembro de 1854 — Basingstoke, 29 de janeiro de 1934) foi um botânico britânico.
Estudou os vegetais fósseis e demonstrou que as  gimnospermas derivam das samambaias. Reuniu uma coleção de mais de 3.000 fósseis de plantas do período carbonífero.
Foi presidente da Sociedade Linneana de Londres entre 1908 e 1912.
Foi laureado com a Medalha Real de 1906 pela Royal Society, com a Medalha Linneana de 1921 da Linnean Society of London, com a Medalha Darwin de 1926 da Royal Society e com a Medalha Wollaston da Sociedade Geológica de Londres em 1928.

## Obras
- "Studies in Fossil Botany" (1900)
- "Introduction to Structural Botany" (1894)
- "The Present Position of Paleobotany" (1906)
- "Extinct Plants and Problems of Evolution" (1924)